# Alfred P. Sloan
Alfred Pritchard Sloan, Jr. (23. května 1875 New Haven, Connecticut – 17. února 1966 New York) byl dlouholetý prezident a předseda správní rady automobilové společnosti General Motors.

## Biografie
Alfred P. Sloan, Jr. se narodil jako nejstarší z pěti dětí Alfreda Pritcharda Sloana, Sr., (přestože měl technické vzdělání, pracoval ve společnosti dovážející kávu a čaj) a Katherine Mead Sloanové. Na škole i v přípravném předuniverzitním kurzu na Brooklyn Polytechnic Institute patřil mezi nejlepší studenty, už v roce 1892 se (jako sedmnáctiletý) zapsal na MIT, kde za tři roky (jako nejmladší student v ročníku) získal inženýrský titul v elektrotechnice.
Po škole začal pracovat jako konstruktér ve společnosti Hyatt Roller Bearing v Newarku, ve které měl jeho otec vlastnický podíl. Na jeho návrh společnost začala vyrábět nový typ ložisek pro automobilový průmysl, čímž se propracovala na vedoucí pozici v oboru. V roce 1899 se stal prezidentem této společnosti, která se v roce 1916 (spolu s dalšími společnostmi) spojila s firmou United Motors Corporation, přičemž Sloan zůstal prezidentem spojené firmy. O další dva roky později se jeho firma stala součástí General Motors a Sloan zde získal funkci viceprezidenta a člena výkonného výboru. V roce 1923 byl zvolen do funkce prezidenta a ředitele společnosti. V roce 1937 pak pozici prezidenta vyměnil za předsednictví správní rady (ředitelem General Motors zůstal až do roku 1946).
Z předsedání správní radě odstoupil 2. dubna 1956, byl mu však udělen titul čestného předsedy, který užíval až do své smrti. Zemřel 17. února 1966 v newyorské nemocnici Memorial Sloan-Kettering Center na srdeční selhání.
Za jeho vedení se General Motors stala nejvýznamnějším světovým výrobcem automobilů; Sloanovou zásluhou je zejména vytvoření kvalitní manažerské struktury společnosti. Své představy o managementu popsal v roce 1964 v knize My Years with General Motors (česky jako Můj život s General Motors).
Sloan se v roce 1926 objevil na titulní obálce časopisu Time a článek v čísle o General Motors tvrdil, že jsou „téměř zcela [Sloanovým] dílem“. Časopis Forbes ho v roce 2005 jmenoval na dvanáctém místě žebříčku nejvýznamnějších podnikatelů historie.
V roce 1931 pomohl založit první vzdělávací program pro manažery na světě, MIT Sloan Fellows. V roce 1934 založil dobročinnou nadaci Alfred P. Sloan Foundation, která dnes spravuje téměř dvě miliardy dolarů.
Byl ženatý, jeho manželství s Irene Jacksonovou však bylo bezdětné.